# Coenagrion chusanicum
Coenagrion chusanicum är en trollsländeart som beskrevs av Navás 1933. Coenagrion chusanicum ingår i släktet blå flicksländor, och familjen sommarflicksländor. Inga underarter finns listade i Catalogue of Life.